# أزرق حقيقي

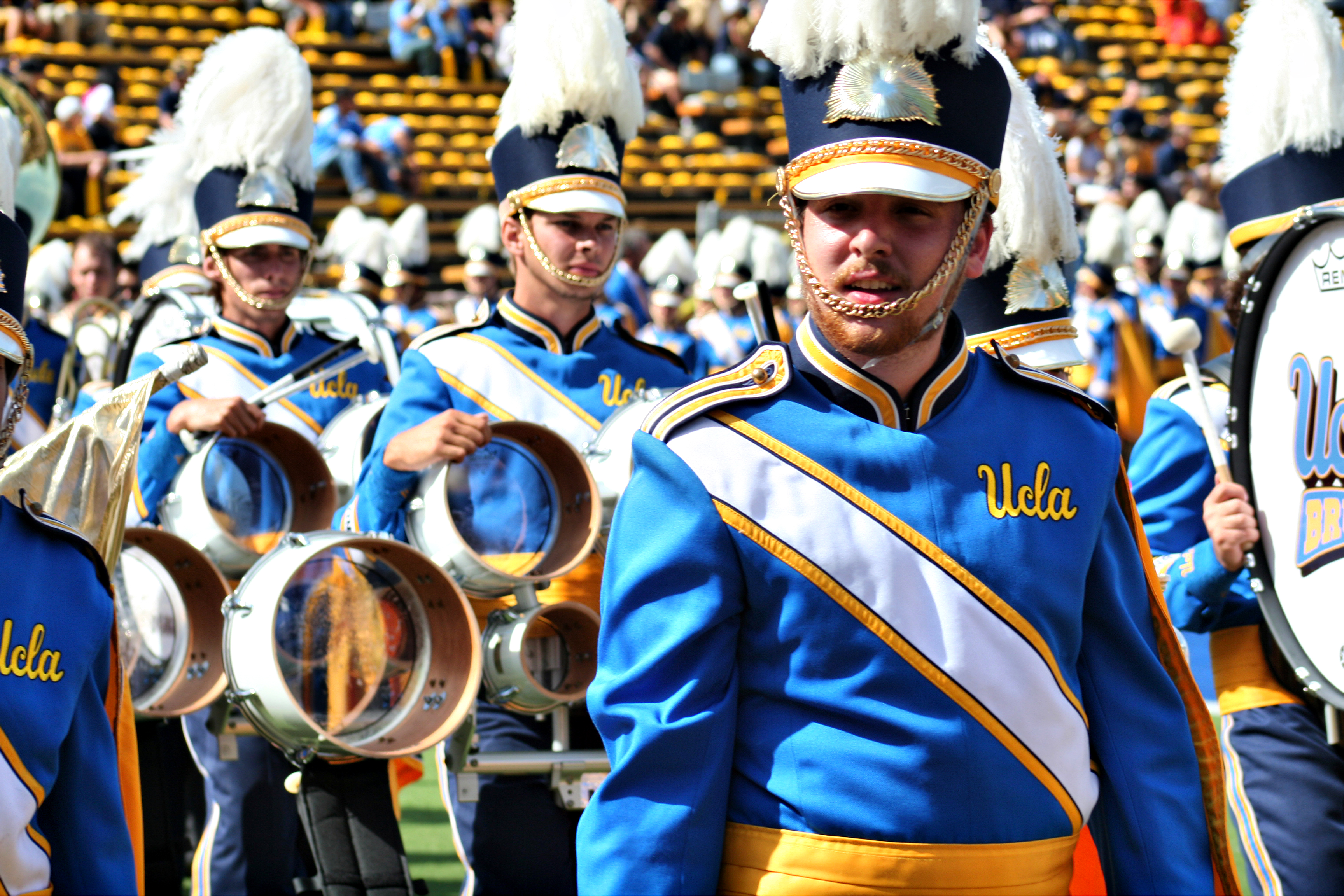
أضافت UCLA Marching Band True Blue إلى زيها الرسمي في عام 2007.

الأزرق الحقيقي هو درجة زرقاء أعمق من الأزرق المسحوقي وأخف من اللون الأزرق الملكي الذي كان هو اللون لجميع الفرق الرياضية في جامعة كاليفورنيا، لوس أنجلوس (UCLA) من عام 2003 إلى عام 2017. تم تطويره من قبل إدارة UCLA الرياضية وشركة أديداس وتم تقديمه في العام الدراسي 2003-2004.    
في السابق، كان فريق كرة القدم يرتدي اللون الأزرق المسحوقي بينما يرتدي فريق كرة السلة اللون الأزرق الملكي، وكانت بضائع المعجبين تمتد على العديد من درجات اللون الأزرق. قامت فرقة UCLA Marching بدمج الأزرق الحقيقي في الزي الرسمي السابق باللون الأزرق الداكن في عام 2007.  تم استبدال الأزرق الحقيقي بـالأزرق المسحوقي لموسم 2017-2018 ، عندما تحولت UCLA إلى آندر أرمور كمزود للملابس.  

## روابط خارجية
- "UCLA Signs Apparel Deal with Adidas". UCLA Athletics. 24 أغسطس 1998. مؤرشف من الأصل في 2011-01-31. اطلع عليه بتاريخ 2011-01-31. UCLA and Adidas America have reached agreement on a multi-year sports marketing partnership.
- Dushkes، Andrew (5 أكتوبر 2010). "Wear UCLA's true colors with pride". The Daily Bruin. مؤرشف من الأصل في 2011-01-31. اطلع عليه بتاريخ 2011-01-31. UCLA has an official color, but there lacks the coordination necessary for this color to become the defining feature of the UCLA brand.